# Daniel Seghers
Daniel Seghers nebo Daniël Seghers (3. prosince 1590 Antverpy – 2. listopadu 1661 Antverpy) byl vlámský malíř, jezuita, který se specializoval na květinová zátiší. Významný je jeho příspěvek k malířskému žánru girlandový obraz. Jeho obrazy byly velmi ceněny a staly se nejen součástí sbírek mnoha jeho aristokratických patronů, ale také zdobily mnoho křesťanských kostelů a chrámů. Měl mnoho následovníků a napodobitelů.

## Životopis
Daniel Seghers se narodil v Antverpách. S matkou se přestěhoval pravděpodobně v roce 1601 po smrti svého otce Pietera a konverzi jeho matky ke kalvinismu do holandské republiky, zřejmě do Utrechtu.Je možné že právě zde Seghers začal studovat malířství. Mladý umělec se vrátil do Antverp v roce 1611, kde byl zapsán do Cechu svatého Lukáše jako žák Jana Brueghela staršího. Seghers konvertoval ke katolicismu a v roce 1614 se stal novicem v jezuitském řádu v Mechelenu. O Seghersovi existuje záznam v Bruselu z roku 1621, jako o autorovi dvou květinových girlandových obrazů pro bruselskou katedrálu St. Michaela a St. Gudula (Svatý Michal a svatá Gudula). V roce 1625 Seghers složil závěrečný slib jako jezuitský kněz. Informace o jeho stavu v jezuitském řádu se liší: někteří prohlašují, že byl vysvěcen na kněze v roce 1625, zatímco jiní argumentují, že zůstal laickým bratrem.

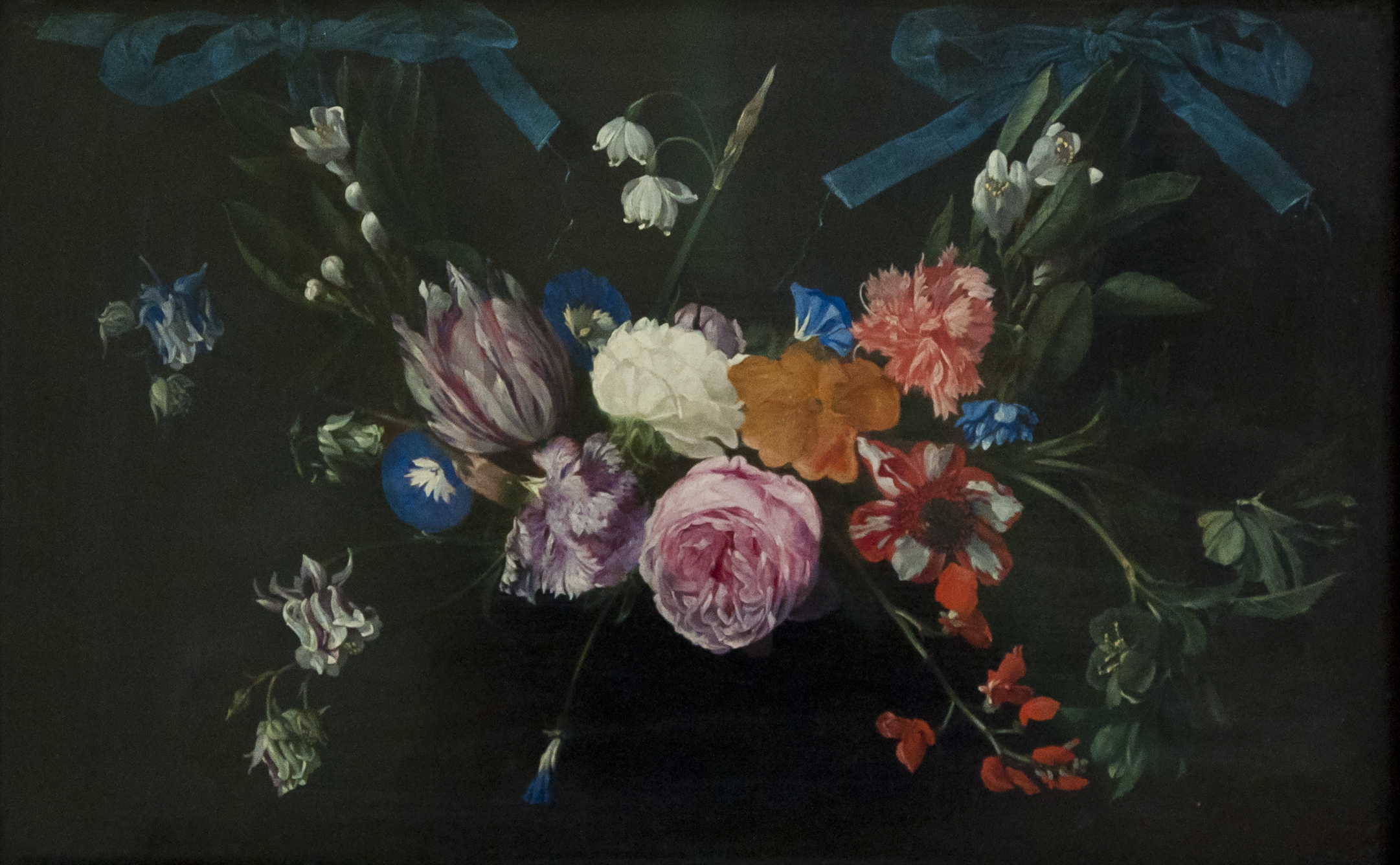
Květinová girlanda

Po svém vysvěcení v roce 1625 Seghers odešel do Říma, kde zůstal dva roky. V Římě měl Seghers příležitost pracovat na projektech s předními malíři: spolupracoval s Nicolasem Poussinem na několika náboženských malbách, zatímco pro kardinála Ludovise Seghers namaloval květinový věnec kolem oválné kartuše vyplněné obrázky putti namalované italským malířem Domenichinem. Kompozice je známá jako Dvojitý věnec obklopující medailon s triumfem lásky.
Do Antverp se Seghers vrátil v roce 1627 a zůstal zde až do konce života. V jeho ateliéru v Antverpách jej navštívil v roce 1635 španělský infant–kardinál Ferdinand Španělský, v roce 1641 rakouský arcivévoda Leopold I. Vilém a v roce 1649 švédská královna Kristýna I. Švédská, ve stejném roce také anglický král Karel II. Stuart. Je známo, že pro Karla II. namaloval Seghers květinovou kartuši. Jeho práce byla také obdivována jeho kolegy umělci, včetně Rubense.
Mezi jeho žáky patřil Jan Philip van Thielen, Ottmar Elliger a Ignace Raeth a pravděpodobně také Andries Bosman.

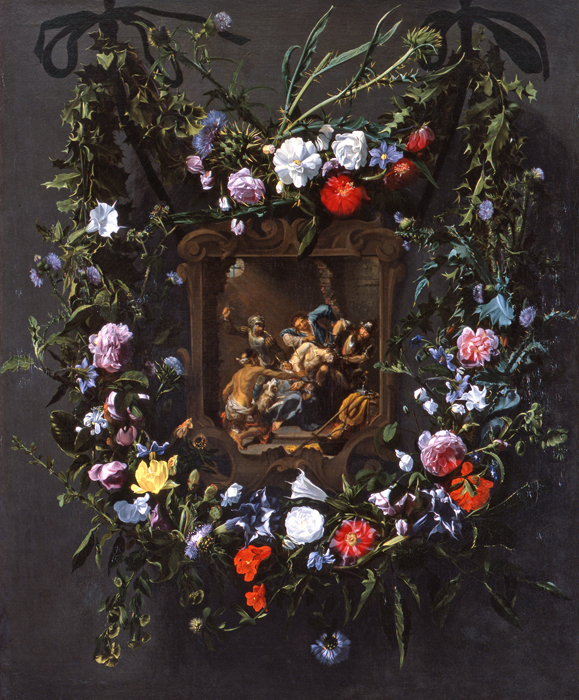
Květinový věnec obklopující tupeného Krista, Daniel Seghers, postavy Simon de Vos

## Dílo

### Hlavní rysy

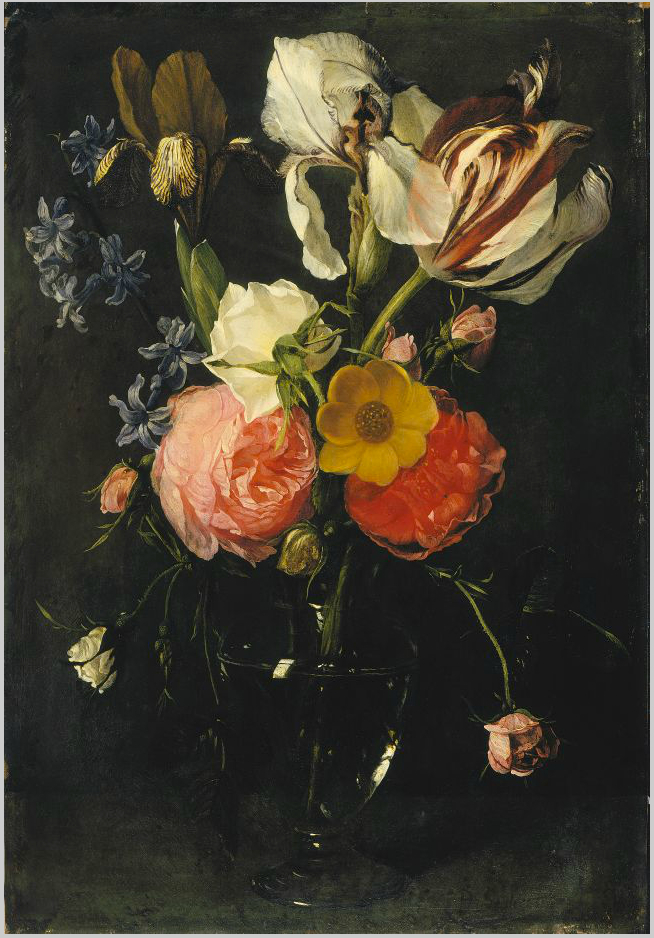
Váza s květinami

Seghers byl výhradně malíř květinových zátiší hlavně kartuší a girlandových květinových věnců, stejně tak maloval ale i čistě květinové malby. Byl velmi pracovitý, Je mu připisováno na 239 prací. Není snadné zavést chronologii jeho obrazů, protože jeho obrazy pocházejí pouze z období 1635-1651. V jeho květinových girlandách se objevuje stylistický vývoj z počátečních téměř stejnorodých girland složených ze tří nebo čtyř skupin květin. V jeho raných malbách je jasně rozpoznatelný vliv Jana Brueghela staršího. Od roku 1630 Seghers usiloval o živější obraz květinového uspořádání, jeho květiny vypadají více přirozeně. Květy v obrazech tohoto pozdějšího období svítí na tmavém pozadí a mají až precizní, sochařský charakter.
Podobně jako Brueghel, Seghers preferoval ztvárnění květin a rostlin rostoucích v jeho domovské zemi, zvláště pak vyšlechtěné zahradní květiny. Nerespektoval období kvetení jednotlivých druhů, na své obrazy je umísťoval společně. Dával přednost místním růžím a tulipánům v okamžiku před rozkvětem. Ve svém detailním vykreslování květin a rostlin Seghers prozradil dovednost miniaturisty. Mnoho z jeho prací jsou oleje na mědi, často jsou to kabinetní (skříňkové) obrazy.

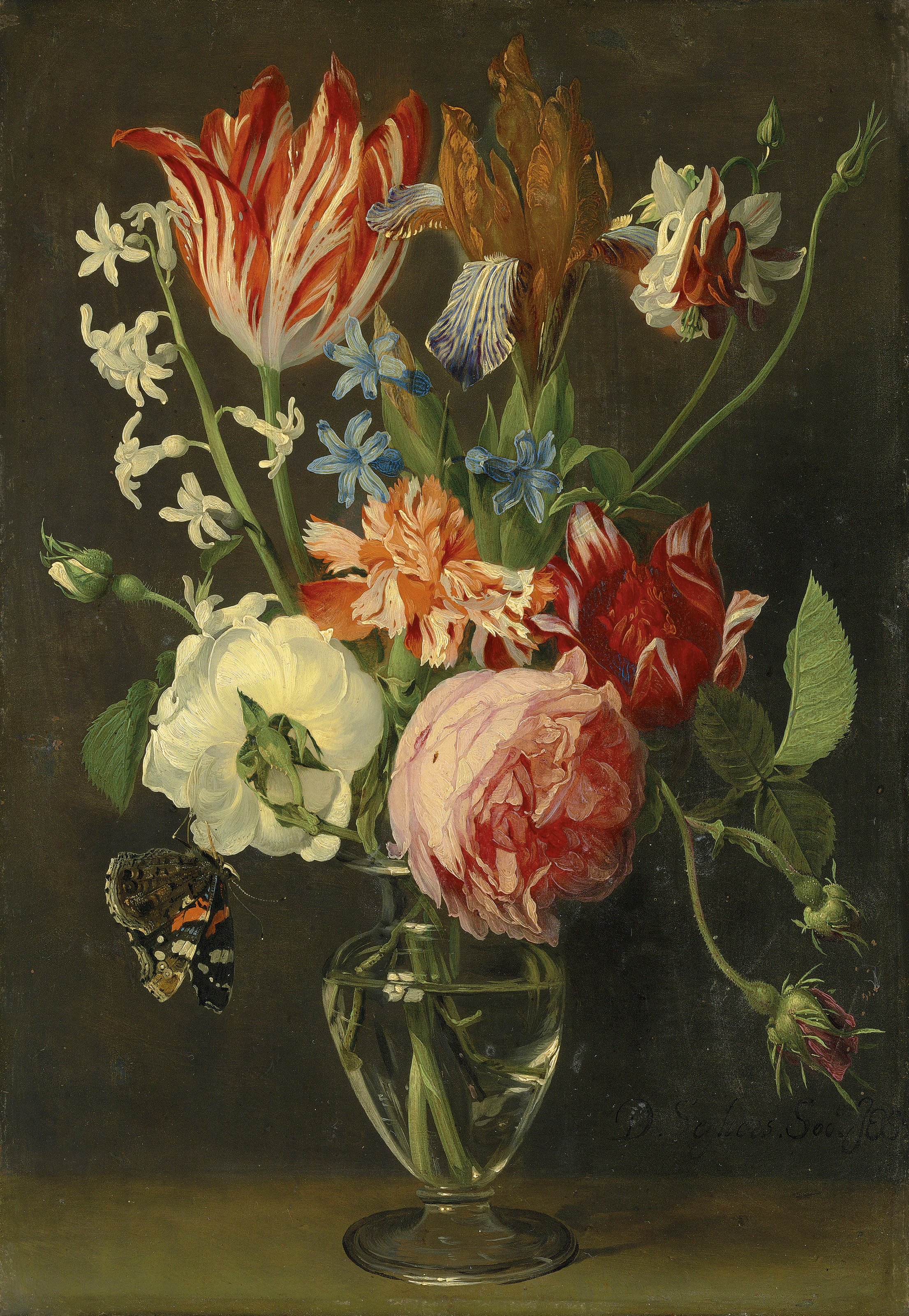
Váza s květinami s červeným motýlem

### Girlandové obrazy
Většina Seghersových obrazů je ve výrazně vlámském žánru nazývaném girlandové obrazy. Termín označuje speciální typ zátiší, který byl vyvinut v Antverpách Janem Brueghelem starším ve spolupráci s italským kardinálem Federicem Borromeem na počátku 17. století. Další umělci, kteří se zapojili do raného vývoje žánru byli Hendrick van Balen, Andries Daniels, Peter Paul Rubens a samotný Seghers. Žánr byl zpočátku spojený s reformačním hnutím. To bylo dále inspirováno také kultem úcty a oddanosti k Panně Marii převládající u Habsburského dvora.

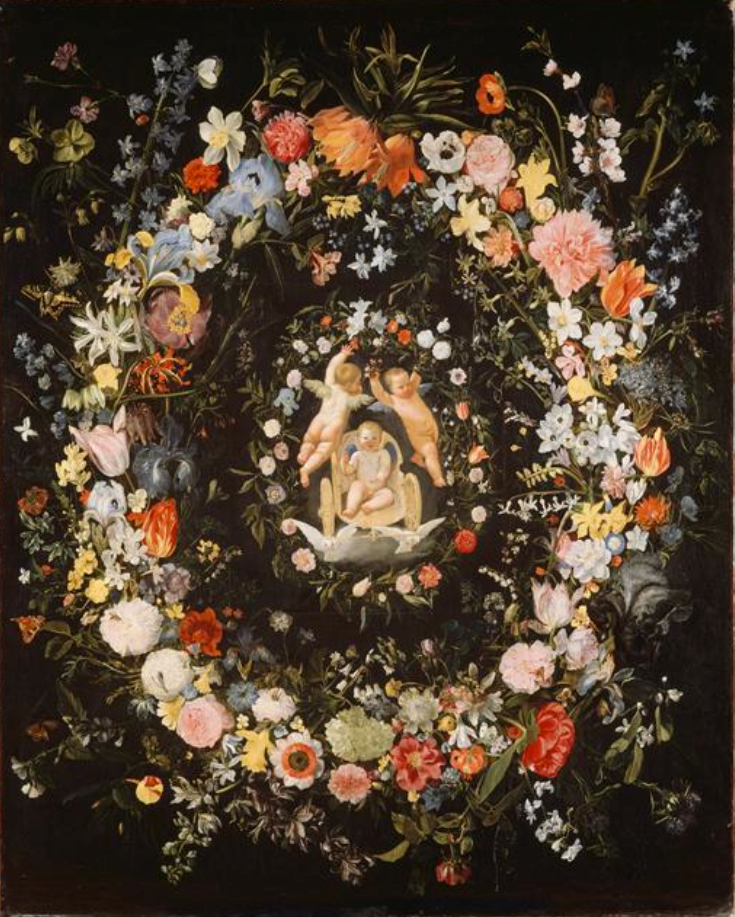
Dvojitý věnec obklopující medailon se symbolem triumfující lásky, Seghers a Domenichino

Typické girlandové obrazy tvoří květinový věnec kolem zbožného obrazu uprostřed, nebo kolem portrétu, nebo jiného náboženského symbolu. V druhé polovině 17. století byla i světská témata jako portréty či obrazy s mytologickými tématy zdobeny květinovými girlandami neboť to vyžadovala móda. Seghers inovoval pojetí girlandového obrazu jeho učitele Brueghela. Jako rámovací prvek použil místo květin kamennou kartuš. Maloval také girlandové obrazy Piety, ve kterých byly květiny nahrazeny bodláky, trny, jedovatým blínem a dalšími rostlinami se špatnou pověstí poukazujíc tak na trnovou korunu a utrpení Krista. Girlandové obrazy vznikaly obvykle na základě spolupráce malíře centrálního námětu a malíře kartuše. Seghers sám obecně jen maloval květiny a centrální obraz byl domalován později jiným umělcem. Příkladem je raná spolupráce Segherse s Nicolasem Poussinem (Musée Thomas-Henry). Possin namaloval figury pro obraz Pieta a Seghers girlandu.

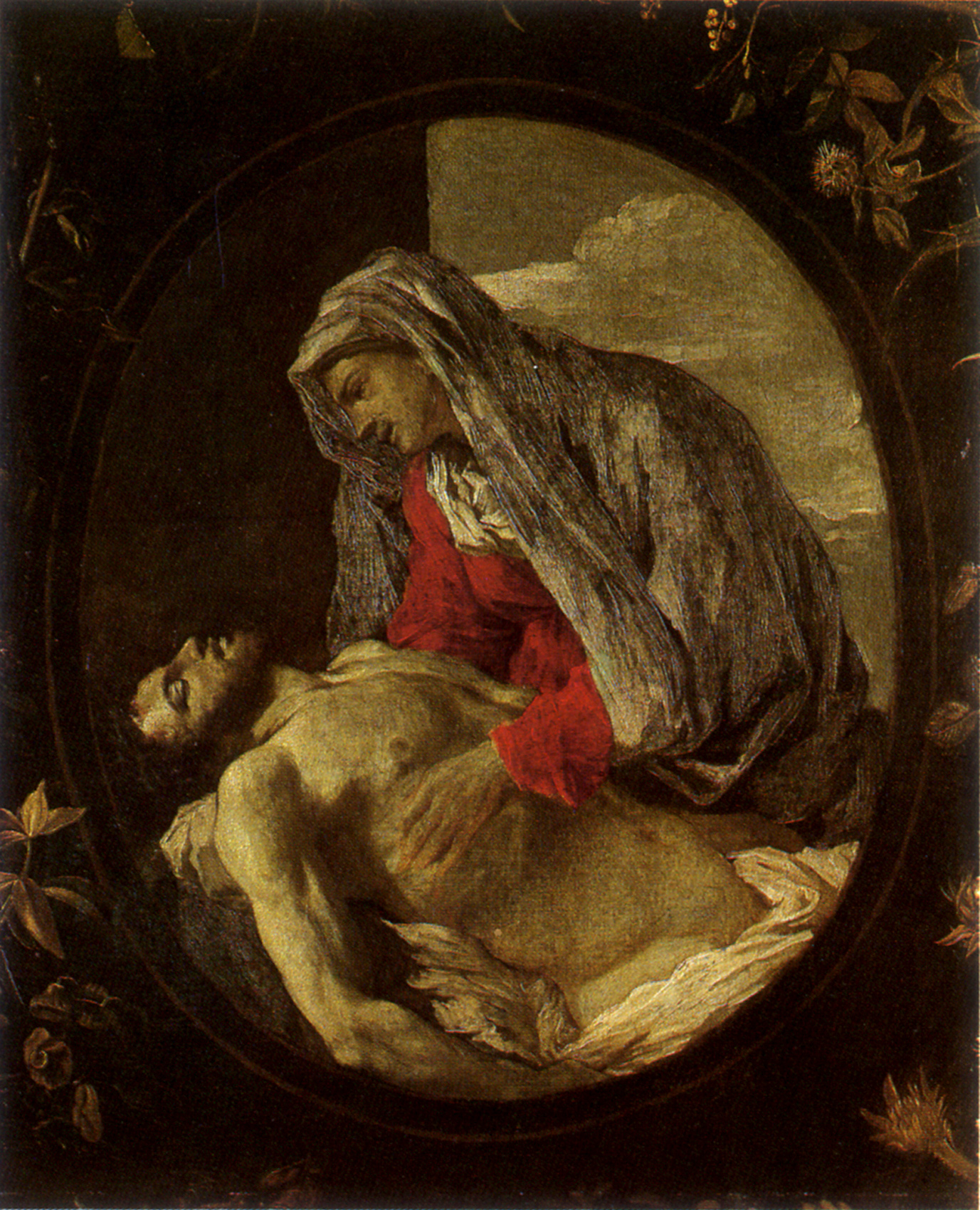
Pieta, Nicolas Poussin a Daniel Seghers

Tato umělecká spolupráce, kterou můžeme vidět na nejstarších girlandových obrazech Jana Brueghela staršího a Petera Paula Rubense, je ve skutečnosti ukázkou pozoruhodé kvality vlámské malby v Antverpách ze 17. století. Mnoho umělců, kteří se podíleli na Sghersových malbách jsou neznámí. Ale často spolupracoval i s předními antverskými figurálními malíři. Identitu těchto malířů podílejících se na konkrétních uměleckých dílech není vždy možné přesně určit, i když Seghers sestavil seznam květinových zátiší, které vytvořil a pro koho. V katalogu uvedl popis každého obrazu, svého spolupracovníka a počet obrazů, které namalovali. Katalog je ovšem neúplný, a tak není možné spoluautora obrazu vždy s jistotou určit. Je známo, že některými umělci byli Cornelis Schut, Erasmus Quellinus II., Abraham van Diepenbeek, Simon de Vos, Jan van den Hoecke, Gonzales Coques a Peter Paul Rubens. Jako jeho spolupracovník je také zmiňován Thomas Willeboirts Bosschaert. Je možné, že Seghers spolupracoval s Rubensem na girlandovém obraze pro kostel Svatého Karla Boromejského (St. Charles Borromeo Church) v Antverpách. Během svého pobytu v Římě spolupracoval také s Poussinem a Domenichinem.

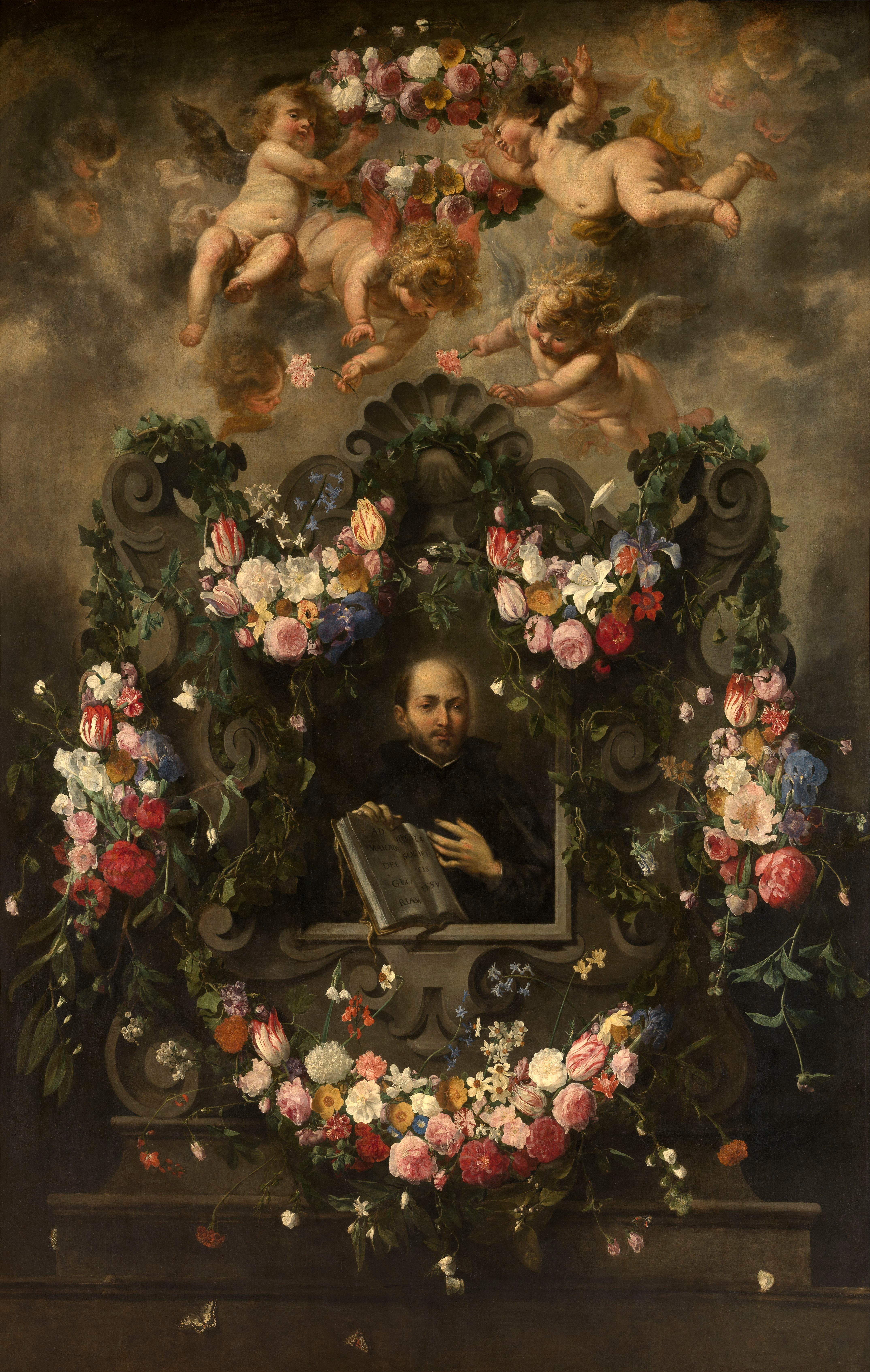
Svatý Ignác s cheruby v květinové kartuši

Girlandové obrazy jsou často velké. Svatý Ignác v cheruby v květinové kartuši, Royal Museum of Fine Arts Antwerp (Královské muzeum výtvarných umění Antverpy) má rozměry 299 cm x 190 cm. Na obraze je nejen kartuš namalovaná Cornelisem Schutem, ale také andělé přisuzované Janovi van Balenovi.

### Odkaz
Umělecké dílo Daniela Segherse bylo během jeho života široce obdivováno a byl o ně velký zájem. Jeho stylem pokračovalo mnoho dalších umělců, včetně takových jako byli Jan Philip van Thielen, Andries Bosman, Jan Anton van der Baren, Frans Ykens nebo Jan van den Hecke. Jeho tvorba ovlivnila i další umělce jako Jan Davidsz. de Heem v Antverpách a Juan de Arellano v Madridu. Jeho obrazy byly velmi ceněné i u dvora Viléma I. Oranžského v Haagu. Sběratel umění, básník, skladatel a zároveň princův tajemník Constantijn Huygens ve své poezii Seghersovy obrazy chválil a psal, že z jeho maleb je přímo cítit vůně květin. Podobně psal o Seghersových obrazech holandský básník Joost van den Vondel. Mezi sběrateli byla královna Kristýna I. Švédská, Karel I. Stuart, Filip IV. Španělský, Marie Medicejská, Karel II. Stuart, který umělce navštívil v roce 1649 a arcivévoda Leopold I. Vilém, dále kardinál Scipione Caffarelli-Borghese, antverpský sběratel a patron Anthonyho van Dycka, Cornelis van der Geest.
Jeho obrazy nebyly většinou prodávány obvyklým způsobem přes kontakty obchodníků s uměním. Byly prezentovány jako dary jezuitskému řádu a určeny k výzdobě kostelů. Sloužily jako stimulanty pro náboženské rozjímání a jako mocné nástroje diplomacie. V roce 1631, například, Seghers poslal obraz Koruna z květin Marii Medicejské, když navštívila spolu s Isabelou Klárou Evženií školu svatého Ignáce v Londýně. Jeho kompozice zcela jasně nesla symbolický a meditační prvek, který byl v souladu s jezuitskou doktrínou.

## Poznámka
1. ↑  Kabinetní obrazy či skříňkové malby jsou malé obrazy, typicky kolem 30 cm v jednom rozměru, ale mnohdy ještě menší. Termín je obzvláště používán na obrazy celých postav či krajin v malém měřítku. Takové obrazy jsou malováno precizně, s důrazem na detail. Od patnáctého století bohatí sběratelé umění ukládali tyto obrazy v místnosti, která byla malá a zajišťovala majiteli soukromí nerušené služebnictvem či rodinou. Odtud termín kabinetní obrazy. V tomto článku byl použit překlad textu z článku Cabinet painting na anglické Wikipedii.